# Зеебург, Франц фон
Фра́нц фон Зе́ербург (нем. Franz von Seeburg), настоящее имя Фра́нц Ксавье́р Ха́кер (нем. Franz Xaver Hacker; 20 января 1836, Нимфенбург, Королевство Бавария — 28 января 1894, Мюнхен, Королевство Бавария) — немецкий католический священник и писатель; автор исторических романов и биографий.

## Биография
Франц Ксавьер Хакер родился 20 января 1836 года в районе Нимфенбург в Мюнхене, в семье Андреаса и Магдалены Хакер; отец его был учителем, мать — домохозяйкой. Окончив начальную школу, поступил в Вильгельмгимназиум — старейшую среднюю школу в Мюнхене, которую с отличием окончил в 1855 году. Изучал философию, теологию и право в высших учебных заведениях Фрайзинга, Меттена и Мюнхена.
В 1859 году был рукоположён в сан священника. Вступил в монастырь капуцинов, где принял новое имя Вольфганга, но вскоре покинул орден и стал приходским священником. В 1865 году он тяжело заболел и в течение последующих трёх лет не мог совершать богослужение. Ординарий епархии перевёл его в приход городка Кимзе, у одноимённого озера, для укрепления здоровья. Здесь в 1869 году он написал свой первый роман «Дитя Марии», который под псевдонимом Франц фон Зеебург опубликовал частями в журнале. Издать роман отдельной книгой писатель не смог из-за отсутствия средств.
Произведение заметил Фридрих Пустет, основатель и глава крупного издательства в Регенсбурге. Он выразил желание познакомиться с автором и посетил его в Кимзе. С этого времени писателя и издателя связала крепкая дружба. Франц Ксавьер Хакер продолжил писать книги, а Фридрих Пустет печатал их в своём издательстве.
Занимаясь литературной деятельностью, он не оставил церковного служения. Из прихода в Кимзе его перевели викарием в приход в Мюнхене. С 1877 по 1887 год он также преподавал и проповедовал в Вильгельмгимназиуме. В 1886 году его назначили капелланом и почётным каноником собора святого Каетана. В 1887 году — инспектором и директором Королевского института для слепых в Мюнхене. Принц-регент Луитпольд ввёл его в Совет королевского духовенства. Франц Ксавьер Хакер умер в Мюнхене 28 января 1894 года.

## Творческая деятельность
Его первый роман «Дитя Марии», написанный в 1869 году, выдержал несколько изданий ещё при жизни автора. Большая часть сочинений писателя, это исторические и биографические романы, среди которых особую известность приобрели «Свет во тьме» (1875) о жизни в Баварии в начале XIX века, «Фуггеры и их время» (1879) об известной купеческой семье из Аугсбурга, «Йозеф Гайдн» (1882) о жизни известного композитора и «Судья над ведьмами из Вюрцбурга» (1883) о борьбе с колдовством иезуита Фридриха Шпее. Все книги Франца фон Зеебурга неоднократно переиздавались и были переведены на несколько иностранных языков.

### Сочинения
- «Дитя Марии» (нем. Das Marienkind), 1869;
- «Свет во тьме» (нем. Durch Nacht zum Licht), 1875;
- «Цикламен» (нем. Cyclame), 1875;
- «Соловей» (нем. Die Nachtigall), 1877;
- «Папа Пий IX» (нем. Papst Pius IX), 1878;
- «Египетский Иосиф» (нем. Der ägyptische Joseph), 1878;
- «Фуггеры и их время» (нем. Die Fugger und ihre Zeit), 1879;
- «Laudate pueri Dominum!» (лат. Laudate pueri Dominum!), 1881;
- «Йозеф Гайдн» (нем. Joseph Haydn), 1882;
- «Судья над ведьмами из Вюрцбурга» (нем. Die Hexenrichter von Würzburg), 1883;
- «Иммергрюн» (нем. Immergrün) — народные сказки в шести томах, 1899;
- «Исторический календарь» (нем. Kalendererzählungen), с 1878.

|                                                 |  |                                           |  |                                                        |
| «Дитя Марии». Титульный лист издания 1912 года. |  | «Йозеф Гайдн». Обложка издания 1929 года. |  | «Фуггеры и их время».Титульный лист издания 1908 года. |